# Baiqing, Fujian
Baiqing (kinesiska: 白青) är en socken i sydöstra Kina. Den ligger på Pingtanön i Pingtan härad i provinshuvudstaden Fuzhou i provinsen Fujian, omkring 66 kilometer sydost om centrala Fuzhou. Antalet invånare är 12 271. Befolkningen består av 6 606 kvinnor och 5 665 män. Barn under 15 år utgör 17,0 %, vuxna 15-64 år 70 %, och äldre över 65 år 11,0 %.